# Listă de actori belgieni
Aceasta este o listă de actori belgieni.
Cuprins: Început - 0–9 A B C D E F G H I J K L M N O P Q R S T U V W X Y Z

## A
- Richard Abbott (actor)
- Lubna Azabal

## B

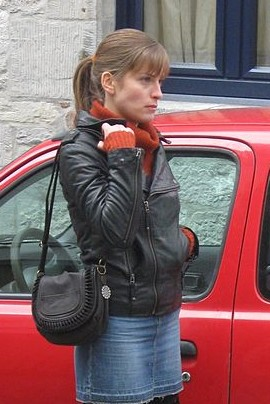
Julie Bernard

- Veerle Baetens
- Patrick Bauchau
- Bettina Le Beau
- Lucas Belvaux
- Rémy Belvaux
- Julie Bernard
- Berthe Bovy
- Jacques Brel
- Celine Buckens

## C
- Laurent Capelluto
- Jacques Castelot
- Bernard Cogniaux
- Christelle Cornil
- Jean-Luc Couchard

## D

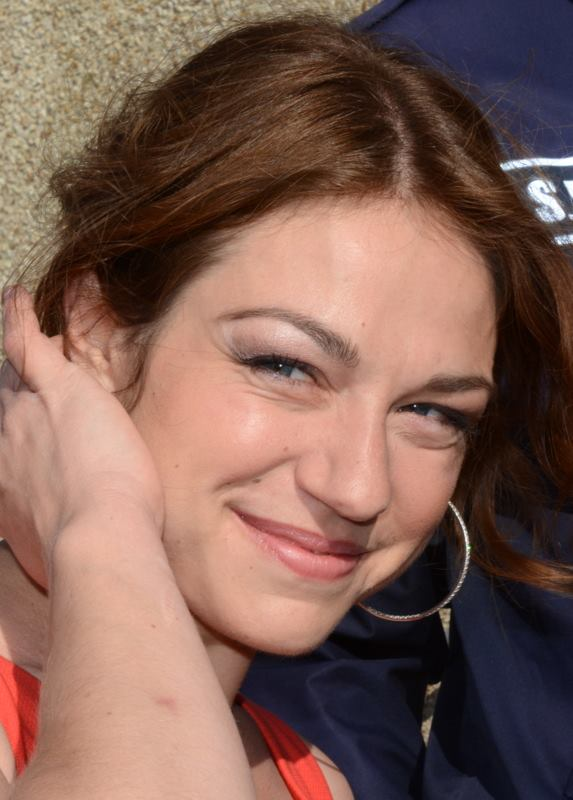
Emilie Dequenne, 2014

- Antje De Boeck
- Jan Decleir
- Isabelle Defossé
- André Delvaux
- Émilie Dequenne
- Alexia Depicker
- Els Dottermans
- José Dupuis
- Pascal Duquenne

## E
- Armand Eloi
- Pauline Étienne

## F

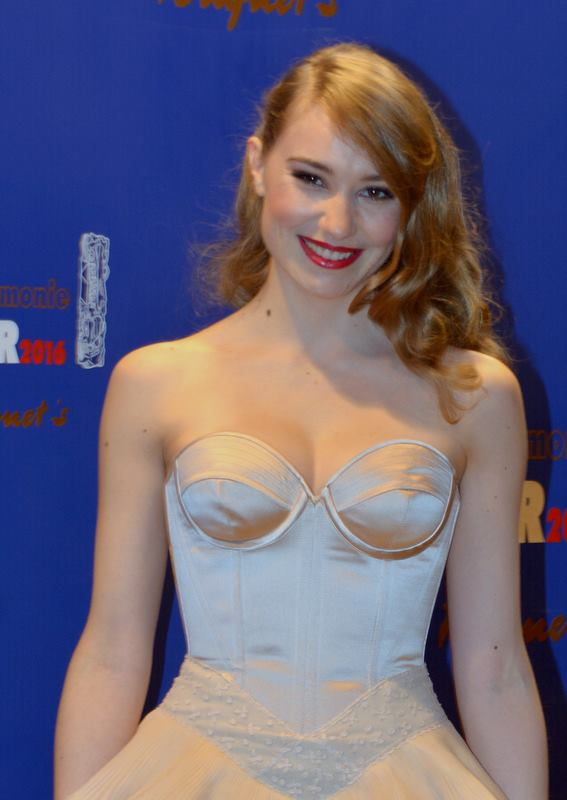
Deborah François, 2016

- Jacques Feyder
- Cécile de France
- Déborah François
- Victor Francen
- Ève Francis

## G
- Raymond Gérôme
- Marie Gillain
- Ludovica Louisa Ghijs
- Olivier Gourmet
- Fernand Gravey

## H
- Audrey Hepburn (născută la Ixelles, Belgia)

## J
- Edward José

## L
- Christian Labeau
- Gert Lahousse
- Bouli Lanners
- Linda Lepomme
- Jan Leyers
- Bénédicte Loyen

## M

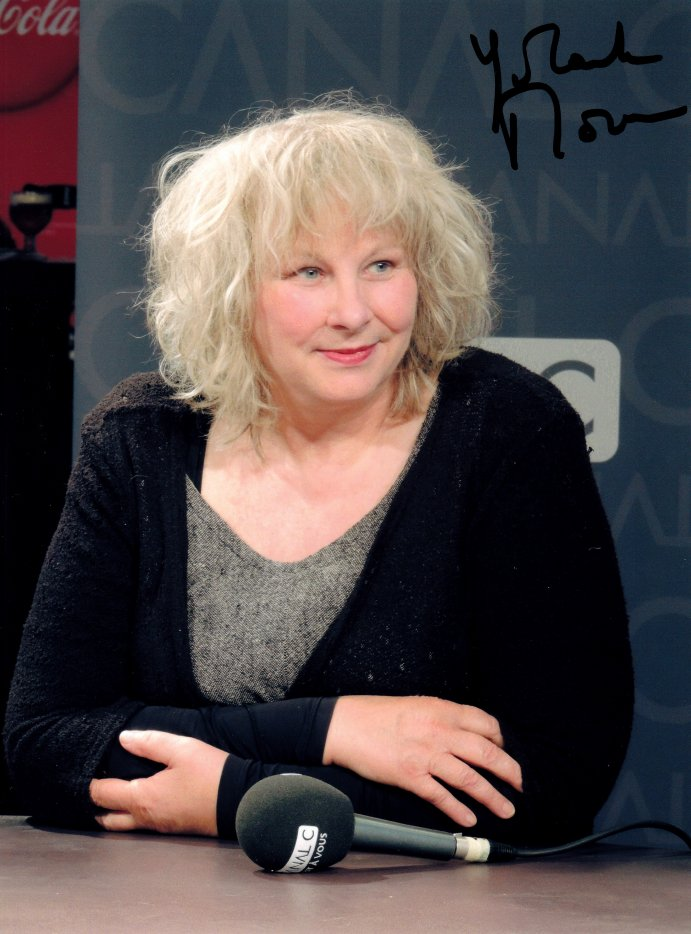
Yolande Moreau, 2013

- Micha Marah
- Olivier Massart
- John Massis
- Yolande Moreau

## N

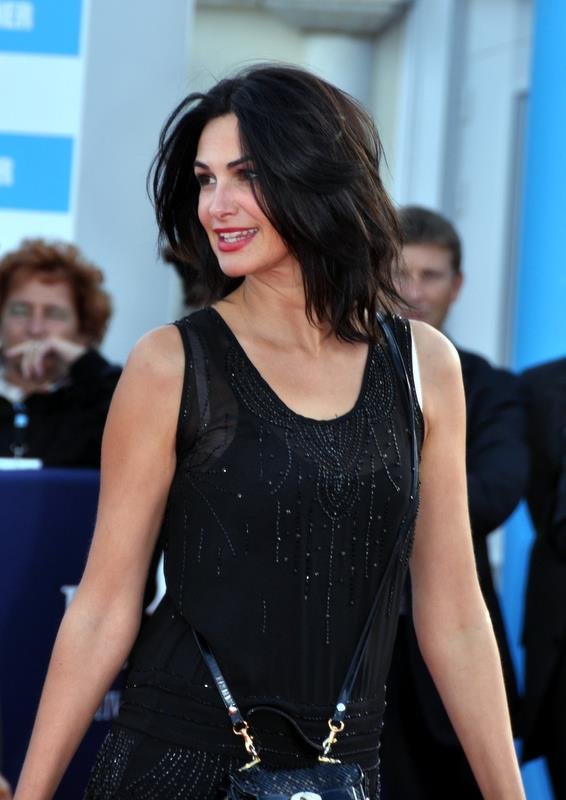
Helena Noguerra, 2012

- Helena Noguerra

## O
- Madeleine Ozeray

## P
- Michael Pas
- Ann Petersen
- Luc Philips
- Benoît Poelvoorde

## Q
- Abdel Qissi
- Michel Qissi

## R
- Natacha Régnier
- Jérémie Renier

## S
- Barbara Sarafian
- Michel Scourneau
- Matthias Schoenaerts
- Bobbejaan Schoepen
- Marcel Simon (actor)
- Henri Storck

## T
- Jean-Pierre Talbot

## V

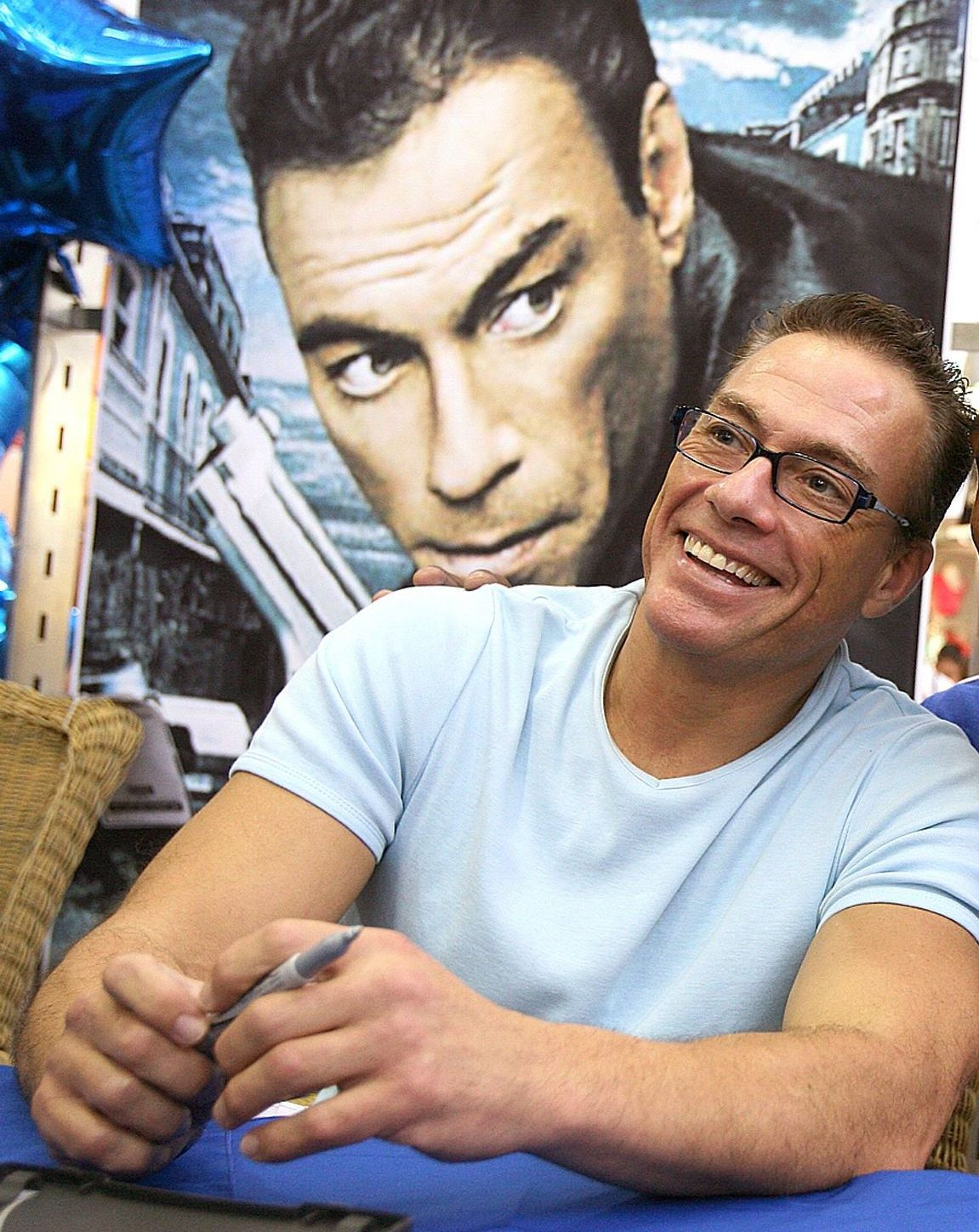
Jean-Claude Van Damme, 2007

- Jean-Claude Van Damme
- Dora van der Groen
- Benoît Van Dorslaer
- Katrien Vandendries
- Gert Verhulst
- Philippe Volter

## W
- Koen Wauters
- Isabelle Wéry

## Z
- Dyanik Zurakowska

## Vezi și
- Listă de regizori belgieni
- fr:Catégorie:Acteur belge; fr:Catégorie:Actrice belge